# Chas Skelly
Chas Lucas Skelly, född 11 maj 1985 i Bedford, Texas, är en amerikansk MMA-utövare som sedan 2014 tävlar i organisationen Ultimate Fighting Championship.